# Grgurovce
Grgurovce (cyr. Гргуровце) – wieś w Serbii, w okręgu jablanickim, w gminie Lebane. W 2011 roku liczyła 331 mieszkańców.